# Grand Prix du Morbihan Femmes
Cet article traite uniquement de l'épreuve féminine. Pour l'épreuve masculine, voir Grand Prix du Morbihan et pour l'autre épreuve féminine qui se déroule la veille, voir La Classique Morbihan.
Le Grand Prix du Morbihan Femmes, anciennement connu sous le nom du Grand Prix de Plumelec Morbihan Dames jusqu'en 2019, est une course cycliste féminine d'un jour française créée en 2011 et qui se déroule autour de la ville de Grand-Champ. Jusqu'en 2019, il prenait place à Plumelec et s'achevait au sommet de la côte de Cadoudal.
Faisant partie jusqu'en 2015 de la Coupe de France féminine de cyclisme sur route, l'épreuve intègre le  calendrier de l'Union cycliste internationale en catégorie 1.2 en 2014 et devient 1.1 l'année suivante. Elle a lieu le même jour que la course masculine et le lendemain de La Classique Morbihan, une seconde course féminine organisée le vendredi depuis 2015.

## Palmarès
| Année | Vainqueur             | Deuxième             | Troisième           |                  |
| ----- | --------------------- | -------------------- | ------------------- | ---------------- |
| 2011  | Julie Beveridge       | Siobhan Dervan       | Karol-Ann Canuel    |                  |
| 2012  | Audrey Cordon         | Aude Biannic         | Marion Rousse       |                  |
| 2013  | Emmanuelle Merlot     | Karol-Ann Canuel     | Mélodie Lesueur     |                  |
| 2014  | Audrey Cordon         | Elisa Longo Borghini | Charlotte Bravard   |                  |
| 2015  | Sheyla Gutiérrez      | Sandrine Bideau      | Mayuko Hagiwara     |                  |
| 2016  | Rachel Neylan         | Christine Majerus    | Élise Delzenne      |                  |
| 2017  | Ashleigh Moolman      | Alena Amialiusik     | Shara Gillow        |                  |
| 2018  | Ashleigh Moolman      | Małgorzata Jasińska  | Ane Santesteban     |                  |
| 2019  | Cecilie Uttrup Ludwig | Mavi García          | Sheyla Gutiérrez    |                  |
| 2020  | annulé/abandonné      | annulé/abandonné     | annulé/abandonné    | annulé/abandonné |
| 2021  | Chiara Consonni       | Charlotte Kool       | Silvia Zanardi      |                  |
| 2022  | Ally Wollaston        | Vittoria Guazzini    | Grace Brown         |                  |
| 2023  | Grace Brown           | Cédrine Kerbaol      | Dominika Włodarczyk |                  |
| 2024  | Silvia Persico        | Victoire Berteau     | Marta Lach          |                  |
| 2025  | Eleonora Gasparrini   | Elise Chabbey        | Ségolène Thomas     |                  |